# Pro-formazitting
Een pro-formazitting is een rechtszaak in het strafrecht die plaats kan vinden voordat de maximale tijd dat een verdachte in voorarrest mag zitten verstrijkt.
De zaak wordt door de officier van justitie voor de rechtbank gebracht, maar er vindt geen inhoudelijke behandeling plaats (de zaak is 'voor de vorm', naar het Latijnse pro forma). Er wordt verzocht om het onderzoek ter terechtzitting te schorsen. Een pro-formazitting kan bijvoorbeeld voorkomen dat de verdachte wordt vrijgelaten als het Openbaar Ministerie het onderzoek naar de verdachte nog niet heeft afgerond. 
In de wet is vastgelegd dat wanneer de verdachte 110 dagen in voorarrest heeft vastgezeten de strafzaak op zitting moet worden gebracht. Wanneer op dat moment het onderzoek tegen verdachte nog niet is afgerond wordt de zaak op zitting pro forma behandeld. Er vindt dan nog geen inhoudelijke behandeling plaats. 'Pro forma' is Latijn voor ‘voor de vorm'.
Na de pro-formazitting blijft de verdachte in voorarrest. Na een schorsing van 30 dagen komt de verdachte weer op zitting. Als er sprake is van zogenaamde ‘klemmende, zwaarwegende redenen', dan kan deze termijn verlengd worden tot 90 dagen. Er is wettelijk geen grens gesteld aan het aantal schorsingen en pro-formazittingen.
De advocaat kan tijdens de pro-formazitting een verzoek doen om schorsing of opheffing van de voorlopige hechtenis. Daarnaast kan de advocaat andere verzoeken doen, bijvoorbeeld het verzoek om getuigen te horen of deskundigen te benoemen.